# Antuña
Luis Manuel García Antuña (El Entrego, Asturias, España, 11 de mayo de 1952) es un exfutbolista español que se desempeñaba como defensa.

## Clubes
| Club           | País   | Año       |
| -------------- | ------ | --------- |
| C. D. Ensidesa | España | 1975-1976 |
| Real Oviedo    | España | 1977-1984 |